# Matias Mäkynen
Matias Mäkynen, född 1 september 1990 i Vasa, är en finländsk politiker (Socialdemokraterna). Han är ledamot av Finlands riksdag sedan 2019, då han ersatte Jutta Urpilainen efter att denna hade blivit utsedd till EU-kommissionär.
I riksdagsvalet 2019 blev Mäkynen suppleant med 3 576 röster från Vasa valkrets. Efter att ha fått efterträda Urpilainen redan 2019 försvarade han sitt mandat i riksdagsvalet 2023 med 6 628 röster från Vasa valkrets.